# Aaron Wolf
Aaron Wolf (en japonés: ウルフ・アロン, Wolf Aaron; Tokio, 25 de febrero de 1996) es un deportista japonés, de padre estadounidense, que compite en judo.
Participó en dos Juegos Olímpicos de Verano, en los años 2020 y 2024, obteniendo tres medallas, dos en Tokio 2020, oro en la categoría de –100 kg y plata en el equipo mixto, y plata en París 2024, en el equipo mixto.
Ganó dos medallas en el Campeonato Mundial de Judo, oro en 2017 y bronce en 2019, y una medalla de oro en el Campeonato Asiático de Judo de 2021.

## Palmarés internacional
| Juegos Olímpicos    | Juegos Olímpicos    | Juegos Olímpicos  | Juegos Olímpicos |
| Año                 | Lugar               | Medalla           | Categoría        |
| ------------------- | ------------------- | ----------------- | ---------------- |
| 2020                | Tokio (Japón)       | Medalla de oro    | –100 kg          |
| 2020                | Tokio (Japón)       | Medalla de plata  | Equipo mixto     |
| 2024                | París (Francia)     | Medalla de plata  | Equipo mixto     |
| Campeonato Mundial  |                     |                   |                  |
| Año                 | Lugar               | Medalla           | Categoría        |
| 2017                | Budapest (Hungría)  | Medalla de oro    | –100 kg          |
| 2019                | Tokio (Japón)       | Medalla de bronce | –100 kg          |
| Campeonato Asiático |                     |                   |                  |
| Año                 | Lugar               | Medalla           | Categoría        |
| 2021                | Biskek (Kirguistán) | Medalla de oro    | –100 kg          |